# Поль Алексіс
Поль Алексіс (фр. Paul Alexis; 16 червня 1847, Екс-ан-Прованс - 28 липня 1901, Леваллуа-Перре) - французький письменник, журналіст, драматург і мистецтвознавець. Послідовник, друг та біограф Еміля Золя.

## Біографія
Поль Алексіс народився 16 червня 1847 році у Франції.
Пізніше він вивчав право у своєму рідному місті, пізніше вирушив до Парижа, де став близьким другом Еміля Золя та його родини. У Парижі співпрацював із кількома газетами, у деяких із них анонімно. Писав для газет L'Avenir national, La Cloche, Le Cri du peuple, Gil Blas, Le Journal, Le Voltaire та інших.
Один з учасників збірки новел натуралістичної групи (Золя, Мопассан, Гюїсманс та ін.) - "Вечори в Медоні" (1880). Кращий роман П. Алексіса «Пані Меріо» жваво обговорювався свого часу в російській журналістиці, чому сприяли статті Золя, що друкувалися тоді в «Віснику Європи», про «експериментальний роман».
«Вільний театр» Антуана у Парижі, який зіграв значну роль історії європейського натуралістичного театру, відкрився п'єсою П. Алексіса «Мадемуазель Яблуко». У ряді випадків писав у співавторстві з Оскаром Метеньє.
Йому також належать романи - "Кінець Люсі Пеллегрен", "Валлобра", п'єси - "Пан Бетсі", "Та, на якій не одружуються", ескіз "Еміль Золя, нотатки друга" (1882).
Учасник Паризької комуни був гвардійцем батальйону, пізніше лейтенантом.
У січні 1873 року відбував покарання, у травні 1875 року був виправданий і звільнений.
Після того, як його дружина померла від черевного тифу в 1900 році, він впав в алкоголізм і 1901 році помер від аневризми, у віці 54 років.

## Творчість

### Романи
- Après la bataille (1880)
- Un amour platonique (1880)[5]
- La Fin de Lucie Pellegrin (1880)[6]
- L’Infortune de monsieur Fraque (1880)[7]
- Les Femmes du père Lefèvre (1880)
- Le Besoin d’aimer (1885)
- Le Collage (1883)
- L’Education amoureuse (1890)
- Madame Meuriot, mœurs parisiennes (1890)
- Trente romans ; Le cœur ; La chair ; L’esprit (1895)
- La Comtesse. Treize symboles. Quelques originaux (1897)
- Le Collage (1899)
- Vallobra (1901)

### П'єси
- Celle qu’on n'épouse pas (1879)
- Fin de Lucie Pellegrin (1888)
- Les Frères Zemganno (1890)
- Monsieur Betsy (1890)
- Charles Demailly (1892)
- La Provinciale (1893)